# Gotta Go!!
「Gotta Go!!」（ガラゴー）は、WANIMAの3作目のシングル。2017年5月17日にunBORDEから発売された。

## 概要
- 前作『やってみよう』から約2ヶ月振りのリリース[注 1]。
- CDは通常盤の1形態で発売。

## 収録曲
- 全曲作詞：KENTA　作曲・編曲：WANIMA

1. CHARM - [3:55]
  - キッコーマン企業動画「おいしいって、金メダル。」編 起用曲[4]
  - 森永製菓「受験にinゼリー」CMソング[5]
  - オリックス・バファローズの小田裕也選手の登場曲（チャンス時のみ）
2. ララバイ - [2:57]
  - リクルート「タウンワーク」CMソング[6]
3. これだけは - [4:02]
  - 日本マクドナルド「マックシェイク×カルピス」CMソング[7]